# 5477 Holmes
5477 Holmes è un asteroide della fascia principale. Scoperto nel 1989, presenta un'orbita caratterizzata da un semiasse maggiore pari a 1,9171883 au e da un'eccentricità di 0,0753737, inclinata di 22,54865° rispetto all'eclittica.
L'asteroide è dedicato all'astrofilo statunitense Robert E. Holmes Jr., direttore dell'Osservatorio di Ricerche Astronomiche di Westfield nell'Illinois.